# Шагінян Мірель Яківна
Мірель Яківна Шагінян (17 травня 1918, Нахічевань-на-Дону, з 1928 частина м. Ростова-на-Дону — 24 лютого 2012, Коктебель) — російська живописиця, член Спілки художників СРСР.

## Життєпис
Народилася 17 травня 1918 року, в родині Якова Самсоновича Хачатрянця (який викладав у Нахічеванській духовній семінарії) і Марієтти Шагінян (російська письменниця). Мірель була першою і єдиною дочкою. Проживала сім'я в місті Нахічевань-на-Дону, яке знаходилось в передмісті Ростова-на-Дону і мало свою невелику вірменську діаспору.
Дитячі роки провела у Вірменії, де пішла до російської школи. Роками пізніше переїхала з батьками до Росії, в Кисловодськ, який знаходиться у Ставропольському краї. Там продовжила навчання.
Влітку, 1928 року російський поет і маляр та за сумісництвом давній друг Марієтти, Максиміліан Волошин, запросив Шагінян з дочкою Мірель навідатись до нього в гості, в Коктебель. Марієтта приїхала до Криму. Оскільки в домі Волошина було дуже багато приїжджих гостей — кімнату для ночівлі вони зняли недалеко, у родини Павлових, але решту часу вони перебували в маєтку Максиміліана, де Мірель навчалась німецької мови у Анни Олександрівни Врубель:
|  | Мама не бажала переривати мої заняття, тому в Коктебелі за мене взялася якась Юнге, але, на жаль, зараз вже не згадаю її імені, - з посмішкою розповідала художниця. - Вона так хвацько викладала, що я незабаром досить вільно могла висловлюватися, читала детективи Агати Крісті німецькою мовою і навіть писала диктанти готичним шрифтом. Ці знання знадобилися мені потім у Німеччині та Бельгії. У мами була теорія, що я повинна вивчити спочатку німецьку, потім англійську, а потім французьку мови. Однак я володіла англійською абияк, а ось до французької справа так і не дійшла |

.
Мірель дуже запам'яталась ця поїздка до Криму. Ось як вона пізніше згадувала Коктебель і гостювання у Волошина:
|  | У будинку Волошиних одночасно відпочивало від 15 до 17 дітей, а стежила за нами позашлюбна дочка Максима - Любочка Назаревська. Ми жили на горищі, спали на матрацах і подушках, а ліжко Люби завжди було біля вікна, так як вона курила. Цікава публіка збиралася в цьому будинку, але для мене вони були просто друзями мами. З дітлахами і Марусею було здорово і весело, тому я завжди прагнула в Коктебель . |

У 1931 році сім'я Шагінян переїхала до Москви, а у 1936 закінчила шкільний курс навчання і скоро вступила в Московський художній інститут імені Сурикова, адже ще з дитинства знала, що буде художницею.
Згодом вона одружилася з Віктором Цигалем, який разом з нею проходив практику в Криму, де її застала війна. Під час німецько-радянської війни художницю з матірю евакуювали на Урал, у Свердловськ, а батько вирішив зостатися в Москві. По приїзду свого чоловіка у Свердловськ Мірель народила дочку Олену.
У 1948 році вона закінчила інститут, а в тому ж році, коли Марієтта навідалась в Коктебель, вона вирішила подарувати дочці будинок, який придбала за мізерну ціну — 500 рублів. Саме в Коктебелі син Мірель і Віктора — Сергій, пішов до школи, але провчився там недовго (кілька місяців). Пізніше сім'я переїхала до Москви, де Сергій продовжив своє навчання в столичній школі.
Померла Мірель Яківна Шагінян 24 лютого 2012 року в Коктебелі. За заповітом похована на Коктебельському селищному цвинтарі.

### Сім'я
- Хачатрянц Яків Самсонович — батько, викладач Нахічеваньської духовної семінарії;
- Шагінян Марієтта Сергіївна (1888 — 1982) — мати, російська радянська письменниця, одна з перших в СРСР почала писати фантастику;
- Цигаль Віктор Юхимович (1916 — 2005) — чоловік, Народний художник Росії, дійсний член Російської академії мистецтв;
- Шагінян Олена Вікторівна (нар. 1941 Свердловськ) — дочка, кандидатка біологічних наук;
- Цигаль Сергій Вікторович (нар. 1949) — син, російський художник;
- Поліщук Любов Григорівна (1949 — 2006) — невістка, радянська і російська акторка театру і кіно, театральна діячка і педагогиня;
- Марієтта Цигаль-Поліщук (нар. 14 жовтня 1984) — внучка, акторка, теле- і радіоведуча.

## Творчість
Найчисельніша і найвідоміша серія картин у Мірель Шагігян — про Африку. Саме в Африці вона побувала 16 разів, а згадки та спогади від цих подорожей написала у «Подорожніх нотатках» по Африці. Також велика кількість картин у художниці — про Коктебель.
Роботи Мірель Шагінян знаходяться в:
- Курганському обласному художньому музеї, Курган;
- Луганському обласному художньому музеї, Луганськ, Україна;
- В колекції Будинку-музею Максиміліана Волошина[8]}}, Коктебель;
- В приватних колекціях Росії, Франції, Італії, Японії, Болгарії, Німеччини, Марокко.

## У мистецтві
Живописний портрет художниці у 1944 році виконав Олександр Дейнека.